# Charles Howard, IX conte di Suffolk
Charles Howard (1675 – 28 settembre 1733) è stato un nobile e politico inglese.

## Biografia
Era figlio di Henry Howard, V conte di Suffolk e di Mary Stewart.
Venne nominato capitano del reggimento dei dragoni il 27 febbraio 1703. Durante quell'anno sedette per pochi mesi nel parlamento come rappresentante del Carlow Borough nella casa dei comuni irlandese.
Il 2 marzo 1706 sposò Henrietta, figlia di Sir Henry Hobart, IV baronetto. Ebbero un unico figli:
- Henry (1º gennaio 1706 – 22 aprile 1745).

Il matrimonio non fu felice: Charles era un bevitore e non possedeva molti averi. Moglie e marito andarono in Hanover per trovare iol favore del principe elettore George, che sembrava dovesse salire al trono inglese. Fu così che in seguito all'incoronazione di Giorgio I di Gran Bretagna nel 1714 la coppia si assicurò un impiego ed entrate finanziarie sicuri: Charles come Groom of the Bedchamber del re e Henrietta come Woman of the Bedchamber della principessa del Galles Carolina di Brandeburgo-Ansbach.
La presenza a corte diede l'opportunità ad Henrietta di conoscere e divenire amante del principe Giorgio di Galles. Charles tuttavia non ricevette alcun vantaggio dalla relazione a parte una pensione di £1,200 all'anno. Ricevette la nomina a Deputy Lieutenant dell'Essex nel 1718 e a capitano e Luogotenente-colonnello nelle Coldstream Guards nel 1719.
Dopo la morte di Giorgio I nel 1727 non venne riconfermato come Groom of the Bedchamber e si separò formalmente dalla moglie.
Nel 1731 successe a suo fratello Edward come conte di Suffolk.
Suffolk morì nel 1733 lasciando il titolo all'unico figlio Henry.

## Ascendenza
|                                          |                                         |                                        | Genitori                        |  |  | Nonni |  |  | Bisnonni                          |  |  | Trisnonni                         |  |
|                                          |                                         |                                        |                                 |  |  |       |  |  | Thomas Howard, I conte di Suffolk |  |  | Thomas Howard, IV duca di Norfolk |  |
|                                          |                                         |                                        |                                 |  |  |       |  |  | Thomas Howard, I conte di Suffolk |  |  | Thomas Howard, IV duca di Norfolk |  |
|                                          |                                         | Margaret Audley, duchessa di Norfolk   |                                 |  |  |       |  |  | Thomas Howard, I conte di Suffolk |  |  |                                   |  |
| Theophilus Howard, II conte di Suffolk   |                                         |                                        |                                 |  |  |       |  |  | Thomas Howard, I conte di Suffolk |  |  |                                   |  |
|                                          |                                         | Katherine Knyvett                      | Henry Knyvett                   |  |  |       |  |  |                                   |  |  |                                   |  |
|                                          |                                         | Katherine Knyvett                      | Henry Knyvett                   |  |  |       |  |  |                                   |  |  |                                   |  |
|                                          |                                         | Katherine Knyvett                      | Elizabeth Stumpe                |  |  |       |  |  |                                   |  |  |                                   |  |
| Henry Howard, V conte di Suffolk         |                                         | Katherine Knyvett                      |                                 |  |  |       |  |  |                                   |  |  |                                   |  |
|                                          |                                         | George Home, I conte di Dunbar         | Alexander Home                  |  |  |       |  |  |                                   |  |  |                                   |  |
|                                          |                                         | George Home, I conte di Dunbar         | Alexander Home                  |  |  |       |  |  |                                   |  |  |                                   |  |
|                                          |                                         | George Home, I conte di Dunbar         | Janet Home                      |  |  |       |  |  |                                   |  |  |                                   |  |
| Elizabeth Home                           |                                         | George Home, I conte di Dunbar         |                                 |  |  |       |  |  |                                   |  |  |                                   |  |
|                                          |                                         | Elizabeth Gordon                       | Alexander Gordon                |  |  |       |  |  |                                   |  |  |                                   |  |
|                                          |                                         | Elizabeth Gordon                       | Alexander Gordon                |  |  |       |  |  |                                   |  |  |                                   |  |
|                                          |                                         | Elizabeth Gordon                       | Agnes Bethune                   |  |  |       |  |  |                                   |  |  |                                   |  |
| Charles Howard, IX conte di Suffolk      |                                         | Elizabeth Gordon                       |                                 |  |  |       |  |  |                                   |  |  |                                   |  |
|                                          | Andrew Stewart, II barone Castle Stuart | Andrew Stewart, I barone Castle Stuart |                                 |  |  |       |  |  |                                   |  |  |                                   |  |
|                                          | Andrew Stewart, II barone Castle Stuart | Andrew Stewart, I barone Castle Stuart |                                 |  |  |       |  |  |                                   |  |  |                                   |  |
|                                          | Andrew Stewart, II barone Castle Stuart | Margaret Kennedy                       |                                 |  |  |       |  |  |                                   |  |  |                                   |  |
| Andrew Stewart, III barone Castle Stuart | Andrew Stewart, II barone Castle Stuart |                                        |                                 |  |  |       |  |  |                                   |  |  |                                   |  |
|                                          |                                         | Anne Stewart                           | John Stewart, V conte di Atholl |  |  |       |  |  |                                   |  |  |                                   |  |
|                                          |                                         | Anne Stewart                           | John Stewart, V conte di Atholl |  |  |       |  |  |                                   |  |  |                                   |  |
|                                          |                                         | Anne Stewart                           | Mary Ruthven                    |  |  |       |  |  |                                   |  |  |                                   |  |
| Mary Stewart                             |                                         | Anne Stewart                           |                                 |  |  |       |  |  |                                   |  |  |                                   |  |
|                                          |                                         | Arthur Blundell                        | …                               |  |  |       |  |  |                                   |  |  |                                   |  |
|                                          |                                         | Arthur Blundell                        | …                               |  |  |       |  |  |                                   |  |  |                                   |  |
|                                          |                                         | Arthur Blundell                        | …                               |  |  |       |  |  |                                   |  |  |                                   |  |
| Joyce Blundell                           |                                         | Arthur Blundell                        |                                 |  |  |       |  |  |                                   |  |  |                                   |  |
|                                          |                                         | Susanna Bengeratt                      | Henry Bengeratt                 |  |  |       |  |  |                                   |  |  |                                   |  |
|                                          |                                         | Susanna Bengeratt                      | Henry Bengeratt                 |  |  |       |  |  |                                   |  |  |                                   |  |
|                                          |                                         | Susanna Bengeratt                      | …                               |  |  |       |  |  |                                   |  |  |                                   |  |
|                                          |                                         | Susanna Bengeratt                      |                                 |  |  |       |  |  |                                   |  |  |                                   |  |